# Великі Липняги
Великі Липня́ги — село в Україні, у Семенівській селищній громаді Кременчуцького району Полтавської області. Населення становить 386 осіб.

## Географія
Село Великі Липняги знаходиться біля витоків невеликої пересихаючої річки Крива Руда, нижче за течією на відстані 2 км розташоване село Малі Липняги.

## Історія
Входило до складу Хорольської сотні Миргородського полку.

### ХХ століття
З 1917 — у складі УНР.
З 1920 року тут був встановлений комуністичний режим.
Під час Другої Світової війни, в період з 19 по 23 вересня 1943 року, відступаючи із позицій у Великих Липнягах, німецькі військові з частини «СС‑63» під керівництвом офіцера Шпейделя закатували, розстріляли та спалили живцем 371 місцевих жителя (49 чоловіків, 116 жінок, 81 людину похилого віку, 125 дітей). В результаті небаченого звірства німецько-фашистських загарбників все село було спалено. Це сталося за декілька днів до приходу у Великі Липняги Радянської армії. Лише одиницям вдалося вирватися з пекла і врятуватися. Пізніше саме вони розповіли про звірства гітлерівців.
Їх вбивали безжально протягом чотирьох днів. Есесівці збирали населення великими групами (30-40 чоловік) на кожній сільській вулиці, заганяли в хати, сараї і живцем палили, не даючи нікому вибратися з пекла. Люди намагалися врятуватися в погребах, у полях, перелісках — знаходили, розстрілювали, закидали сховища гранатами. Молода мати спробувала сховати своїх малих дітей на городі, прикривши картопляним бадиллям. Нелюди вбили і матір, і маленьких дівчаток. У немовля всадили 18 куль. Немічного каліку, розважаючись, фашистські кати посадили на скирту сіна й підпалили…
23 вересня 1977 року односельці, в пам’ять про ті страшні жертви, спорудили величний Меморіал жертвам фашизму. У центрі композиції височить фігура Матері, біля підніжжя горить Вічний вогонь. На кам’яних стелах Меморіалу викарбувано імена усіх селян — жертв трагедії та полеглих на фронтах земляків і визволителів краю. «Ніколи воскреснути горем дитячим Хатинь й Липняги не повинні!» — таким написом зустрічає й застерігає пам'ятне місце.
Зі спогадів воїна-визволителя, голови ради ветеранів 373-ї Миргородської дивізії Миколи Бондаренка: «Страшну картину ми побачили, коли увійшли у Великі Липняги. Села, власне, не було. Біля згарища деяких вцілілих хат помітили розстріляних жінок, дітей, старих. Знаходили їх на вулицях, на городах, у погребах та колодязях. Велику кількість людей фашисти розстріляли за селом…»
12 червня 2020 року, відповідно до розпорядження Кабінету Міністрів України № 721-р «Про визначення адміністративних центрів та затвердження територій територіальних громад Полтавської області», село увійшло до складу Семенівської селищної міської громади.
19 липня 2020 року, в результаті адміністративно - територіальної реформи та ліквідації Семенівського району, село увійшло до складу новоутвореного Кременчуцького району.

## Політика

### Парламентські вибори, 2019
На позачергових парламентських виборах 2019 року у селі функціонувала окрема виборча дільниця № 530834, розташована у приміщенні сільської ради.
Результати
- зареєстровано 229 виборців, явка 78,60%, найбільше голосів віддано за «Слугу народу» — 29,05%, за Радикальну партію Олега Ляшка — 24,58%, за Аграрну партію України — 11,17%.[6] В одномандатному окрузі найбільше голосів отримав Фахраддін Мухтаров (самовисування) — 50,00%, за Анастасію Ляшенко (Слуга народу) — 10,67%, за Костянтина Іщейкіна (самовисування) і Олексія Баганця (Всеукраїнське об'єднання «Батьківщина») — по 8,43%[7].

## Економіка
- ТОВ АФ «Дніпроагролан».

## Об'єкти соціальної сфери
- Сільський старостат, Будинок культури з бібліотекою та музеєм, Фельдшерський пункт.